# 聖弗蘭西斯科杜帕拉
聖弗蘭西斯科杜帕拉（葡萄牙語：São Francisco do Pará），是巴西的城鎮，位於該國北部，由帕拉州負責管轄，始建於1943年，面積479.56平方公里，海拔高度46米，2010年人口15,196，人口密度每平方公里31.69人。